# Giovanni Orgera
Giovanni Orgera (Napoli, 14 dicembre 1894 – Roma, 12 dicembre 1967) è stato un politico italiano, podestà di Napoli (11 luglio 1936 – 5 agosto 1943) e governatore di Roma (6 gennaio 1944 – 3 giugno 1944).

## Biografia
Nato da agiata famiglia della borghesia napoletana, abbandonò gli studi universitari per partecipare alla prima guerra mondiale, durante la quale raggiunse il grado di capitano, e gli furono conferite una medaglia d'argento e una di bronzo al Valor Militare. Nel 1919 si laureò in Giurisprudenza.
Nel gennaio 1921 si iscrisse nel Partito Nazionale Fascista e dal 1925, grazie a questa appartenenza, iniziò la propria carriera amministrativa e partitica.
Nel 1936 partì volontario per l'Abissinia, quando ormai la Guerra d'Etiopia volgeva al termine, e l'11 luglio del 1936 fu nominato podestà di Napoli, carica che conservò fino al 5 agosto del 1943. Nel 1940, allo scoppio della guerra, era stato richiamato in servizio sul fronte francese con il grado di tenente colonnello.
Caduto il regime fascista, riparò in Abruzzo e nel dicembre del 1943 a Roma. Dal 6 gennaio al 3 giugno del 1944 fu governatore di Roma, nominato dal governo della Repubblica Sociale Italiana.
Riparato a Desenzano, fu quindi nominato commissario straordinario della Banca d'Italia, con autorità sul territorio della Repubblica Sociale Italiana.
Finita la guerra, fu sospeso dall'ordine degli avvocati e trattenuto al proprio domicilio, in attesa di giudizio. All'inizio del 1947 l'ordine revocò la sospensione, e Orgera poté riprendere la professione.